# Dreiband-Weltmeisterschaft 1993
Die Dreiband-Weltmeisterschaft 1993 wurde als inoffizielle Dreiband-Weltmeisterschaft, die seit 1928 in der Karambolagevariante Dreiband ausgetragen.
Auf der UMB-Generalversammlung am 15. Oktober 2022 in Valencia wurde beschlossen die Weltmeisterschaften 1992 und 1993 als inoffizielle Weltmeisterschaften zu werten. Damit haben Torbjörn Blomdahl 1992 und Sang Chun Lee 1993 inoffiziell den Titel gewonnen.

## Turnierdetails
1993 fand die WM in Form von sechs Weltcup-Turnieren statt. Es waren die Weltcups in 
1. Oosterhout (Niederlande) 28. September – 3. Oktober,
2. Istanbul (Türkei) 13.–16. Oktober,
3. Berlin (Deutschland) 12.–14. November,
4. Tokio (Japan) 25.–28. November,
5. Bozen (Italien) 8.–12. Dezember
6. und das Finale in Gent (Belgien) 5.–8. Januar 1994.

Insgesamt starteten 56 Dreiband-Akteure bei den sechs Turnieren.
Mit 2.000 waren die meisten Zuschauer in Tokio anwesend. Insgesamt besuchten 6.600 Zuschauer die Turniere.
Es wurden für die Turniere Weltranglistenpunkte vergeben (siehe Punkteschlüssel). Der Punktbeste aus allen Turnieren war der neue Weltmeister. Erstmals wurde mit Sang Chun Lee ein Nichteuropäer Weltcupsieger mit 220 Punkten und damit Weltmeister vor dem Schweden Torbjörn Blomdahl mit 210 Punkten. Dritter wurde Rekordweltmeister Raymond Ceulemans. Der Weltcup 1994/1 zählte zum Weltcup 1993.
Erst auf der UMB-Generalversammlung am 15. Oktober 2020 wurde die Weltmeisterschaft offiziell anerkannt.

## Punkteschlüssel
| Platz | Punkte |
| ----- | ------ |
| 1.    | 60     |
| 2.    | 45     |
| 3.    | 30     |
| 4.    | 24     |
| 5.    | 21     |
| 6.    | 18     |
| 7.    | 15     |
| 8.    | 12     |

## Ergebnisse
| Ergebnisse Einzelturniere | Ergebnisse Einzelturniere | Ergebnisse Einzelturniere | Ergebnisse Einzelturniere | Ergebnisse Einzelturniere | Ergebnisse Einzelturniere | Ergebnisse Einzelturniere | Ergebnisse Einzelturniere |
| Jahr                      | Ort                       | Sieger                    | GD                        | Platz 2                   | GD                        | Platz 3                   | GD                        |
| ------------------------- | ------------------------- | ------------------------- | ------------------------- | ------------------------- | ------------------------- | ------------------------- | ------------------------- |
| 1993/1                    | Oosterhout                | Torbjörn Blomdahl         | 1,462                     | Raymond Ceulemans         | 1,540                     | Sang Chun Lee             | 1,516                     |
| 1993/2                    | Istanbul                  | Sang Chun Lee             | 1,524                     | Raymond Ceulemans         | 1,539                     | Ludo Dielis               | 1,224                     |
| 1993/3                    | Berlin                    | Torbjörn Blomdahl         | 1,681                     | Marco Zanetti             | 1,401                     | Semih Saygıner            | 1,566                     |
| 1993/4                    | Tokio                     | Raymond Ceulemans         | 1,461                     | Nobuaki Kobayashi         | 1,584                     | Torbjörn Blomdahl         | 1,472                     |
| 1993/5                    | Bozen                     | Torbjörn Blomdahl         | 1,904                     | Tonny Carlsen             | 1,678                     | Dick Jaspers              | 1,621                     |
| 1994/1                    | Gent                      | Sang Chun Lee             | 1,181                     | Frédéric Caudron          | 1,358                     | Marco Zanetti             | 1,539                     |

| Endstand Weltmeisterschaft 1993 | Endstand Weltmeisterschaft 1993 | Endstand Weltmeisterschaft 1993 | Endstand Weltmeisterschaft 1993 | Endstand Weltmeisterschaft 1993 | Endstand Weltmeisterschaft 1993 | Endstand Weltmeisterschaft 1993 | Endstand Weltmeisterschaft 1993 | Endstand Weltmeisterschaft 1993 | Endstand Weltmeisterschaft 1993 |
| Jahr                            | Gold                            | Punkte                          | GD                              | Silber                          | Punkte                          | GD                              | Bronze                          | Punkte                          | GD                              |
| ------------------------------- | ------------------------------- | ------------------------------- | ------------------------------- | ------------------------------- | ------------------------------- | ------------------------------- | ------------------------------- | ------------------------------- | ------------------------------- |
| 1993                            | Sang Chun Lee                   | 220                             | 1,355                           | Torbjörn Blomdahl               | 210                             | 1,601                           | Raymond Ceulemans               | 174                             | 1,464                           |